# Organisation du Hajj et du pèlerinage
L'organisation du Hajj et du pèlerinage (persan : سازمان حج و زیارت) d'Iran est une organisation fondée en 1979 dédié à l'organisation du Hajj à partir de l'Iran. Il fait partie du ministère de la Culture et de l'Orientation islamique. 